# Walter of Merton

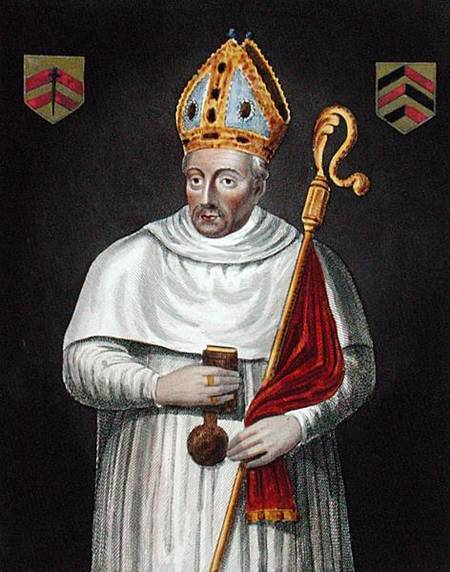
Walter of Merton. Darstellung aus dem 19. Jahrhundert

Walter of Merton (auch Walter of Basingstoke oder Walter of Cuddington) (* um 1205; † 27. Oktober 1277 in Saleby) war ein englischer Geistlicher. Von 1261 bis 1263 und ab 1272 diente er als königlicher Kanzler, ehe er 1274 Bischof von Rochester wurde. In Oxford gründete er Merton College.

## Herkunft und Ausbildung
Walter of Merton war der einzige oder einzige überlebende Sohn des Freibauern William Cook (auch le Kuk oder le Keu) und dessen Frau Christina Fitzace. Seine Eltern lebten in Basingstoke in Hampshire, dem Ort, nachdem der junge Walter zunächst genannt wurde. Seine Mutter stammte aus einer Freibauernfamilie aus Basingstoke, und sein Vater war wohl über seine Mutter mit Richard Herriard verwandt, einem königlichen Richter und Beamten unter den Königen Richard I. und Johann Ohneland. Walters Vater starb um 1245, seine Mutter 1238. Von seiner Mutter erbte Walter einen kleinen Grundbesitz, dazu erhielt er weiteren Grundbesitz von seinen Verwandten. Walter hatte sieben Schwestern, und sein Leben lang kümmerte er sich nicht nur um das Andenken seiner Eltern, sondern auch um die Versorgung seiner Schwestern und deren Kinder. Anscheinend wurde er von Augustinerkanonikern aus Merton in Surrey erzogen, wobei nicht gesichert ist, ob er seine Jugend in Merton Priory selbst verbrachte. Er war kein überaus begabter Schüler, doch erwarb er gründliche Kenntnisse in der Anwendung des Common Law. Er blieb dem Priorat aber dankbar verbunden und wünschte später ausdrücklich, dass das von ihm gegründete College nach Merton benannt wurde.

## Aufstieg als Beamter
Trotz seiner Erziehung trat Walter nicht als Regularkanoniker in das Priorat ein. Dennoch blieb er weiter Merton verbunden, für das er in den frühen 1230er Jahren mehrere Urkunden bezeugte. 1233 bezog er Einkünfte von einer Pfründe des Priorats, das er vermutlich als Anwalt vertrat. Um 1236 empfahl der Franziskaner Adam Marsh, ihn zum Subdiakon zu weihen. Anscheinend war Merton um diese Zeit in der Diözese Lincoln, möglicherweise in Oxford tätig. 1236 hielt König Heinrich III. ein Parlament in Merton Priory ab, das er auch sonst häufig besuchte. Anscheinend wurde um diese Zeit Walter of Merton für den Dienst in der königlichen Kanzlei angeworben. 1238 erhielt er zu günstigen Bedingungen eine königliche Bestätigung für das Erbe seiner Mutter, und nachweislich 1240 stand er im Dienst des Königs, als er die Verwaltung der königlichen Güter in Essex, Kent, Hertfordshire und Middlesex überprüfen sollte. Dann diente Merton ab etwa 1243 in Nordengland als Kanzler von Nicholas Farnham, Bischof von Durham. Dieser war der Arzt von König Heinrich III. gewesen. Er hatte wohl am Königshof Merton kennen gelernt und in seinen Dienst genommen. Für seine Dienste für Farnham erhielt Merton anscheinend Pfründen in Sedgefield und Staindrop im County Durham und in Haltwhistle in Northumberland. Weitere Pfründen erhielt Merton in Benningbrough in Yorkshire, in Branston in Lincolnshire und in Potton in Bedfordshire. Ab 1247 war Merton vermutlich wieder als Schreiber für die königliche Kanzlei tätig, wobei über seine Tätigkeit während der nächsten Jahre kaum etwas bekannt ist. Ab dem 2. Mai 1255 gehörte er dem königlichen Haushalt an und diente als Stellvertreter des königlichen Kanzlers Henry of Wingham. Er erhielt regelmäßig Gunstbezeugungen des Königs wie Gewänder sowie Wildbret und Bauholz aus den königlichen Wäldern. Als Wingham 1258 erkrankte, diente Merton als Keeper of the Great Seal. Für seine Dienste erhielt er vom König eine Pfründe an der Londoner St Paul’s Cathedral und eine weitere in Exeter. Später erhielt er zwei Pfründen in Salisbury, eine in Lincoln sowie das Amt des Archidiakons von Bath.

## Rolle im Krieg der Barone

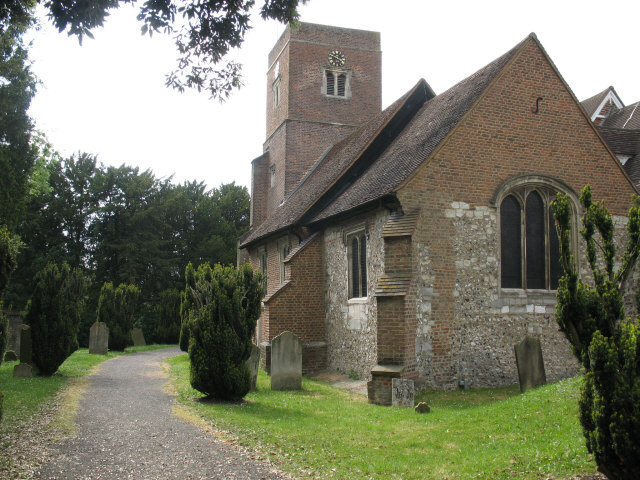
Die von Merton ursprünglich als Stiftskirche gegründete St John’s in Malden

Gegen die Politik von König Heinrich III. hatte sich ab 1258 eine Adelsopposition gebildet, die zahlreiche Reformen forderte und 1260 als Nachfolger von Wingham die Ernennung von Nicholas of Ely zum Kanzler durchsetzte. Merton blieb als einfacher Geistlicher ohne adlige Verwandte ein klarer Parteigänger des Königs, weshalb er für die Adelsopposition nicht als Kanzler in Frage kam. Als der König im Sommer 1261 die Regierungsgewalt zurückgewann, ernannte er am 12. Juli in Gegenwart von Nicholas of Ely Merton zum neuen Kanzler. Angesichts des noch nicht entschiedenen Machtkampfs zwischen dem König und der Adelsopposition war Merton bewusst, wie ungewiss seine Stellung war. Bereits 1240 hatte Merton eine bescheidene Schenkung seiner Eltern in Basingstoke erweitert und so das St John´s Hospital gegründet, das dem Andenken seiner Eltern gewidmet war. Dazu hatte er gezielt einen Landbesitz in Surrey aufgebaut. Merton konnte 1262 den König überzeugen, das Hospital als königliche Gründung anzuerkennen. Seine Güter Malden, Chessington und Farleigh wollte er Merton Priory mit der Auflage übertragen, dass aus den Erträgen Studenten unterstützt würden. Für diese Übertragung beantragte er die Bestätigung seines Lehnsherren Richard de Clare, 5. Earl of Gloucester, der jedoch im Juli 1262 überraschend starb. Dessen Erbe Gilbert de Clare durfte diese Übertragung nicht bestätigen, da er noch offiziell minderjährig war. Nachdem im Juni 1263 die rebellischen Barone unter Führung von Simon de Montfort, 6. Earl of Leicester die Regierung zurückgewonnen hatten, musste Merton vor dem 19. Juli sein Amt als Kanzler wieder zugunsten von Nicholas of Ely niederlegen. Seine Besitzungen wurden von Anhängern der Rebellen geplündert, wobei die Plünderer seines Guts von Malden in Surrey Angehörige und Gefolgsleute des Vorbesitzers, des Richters Henry de la Mare waren. Merton blieb ein Unterstützer des Königs, den er im Januar 1264 nach Frankreich begleitete, wo er während des Mise of Amiens den Standpunkt des Königs vor dem französischen König Ludwig IX. erläuterte. Als die Rebellen idesen Schiedsspruch ablehnten, kam es zum offenen Zweiten Krieg der Barone gegen den König. Der junge Gilbert de Clare, der zu diesem Zeitpunkt die Rebellen unterstützte, beschlagnahmte als Mertons Lehnsherr dessen Güter in Surrey und versorgte mit den dadurch gewonnenen Lebensmitteln das Heer der Rebellen. Nachdem die Rebellen im Mai 1264 das königliche Heer in der Schlacht von Lewes besiegt hatten, akzeptierte Merton die erneute Regierung von Simon de Montfort und erhielt daraufhin seine Besitzungen zurück.

## Gründung von Merton College
Nach dem Sieg der Rebellen konnte Merton nicht weiter in der königlichen Verwaltung arbeiten. Er widmete sich nun seinen geistlichen Aufgaben, doch vor allem bereitete er die Gründung eines Kollegiatstifts in Malden vor, die im August 1264 erfolgte. Dieses Stift stattete er mit seinen Gütern von Malden und Farleigh aus, die er bislang Merton Priory überlassen hatte. Obwohl Merton selbst anscheinend keine Universität besucht hatte, bestimmte er, dass mit den Einkünften seiner Stiftung 20 Studenten der Universität Oxford oder einer anderen Universität unterstützt werden sollten. Zunächst sollten Mertons Neffen gefördert werden, dann vornehmlich Studenten aus der Diözese Winchester. Seine Stiftung sollte von einem Warden geleitet werden. Obwohl der Bischof von Winchester das Recht zur Visitation hatte, oblag die eigentliche Kontrolle des Stiftes den Studenten selbst. Diese neuartige Regelung diente als Vorbild für zahlreiche andere Gründungen von Universitäts-Colleges. Nach dem Sieg der königlichen Partei in der Schlacht von Evesham im August 1265, die den Krieg der Barone entschied, wurde Merton vom König für seine Verluste durch die Plünderungen der Rebellen entschädigt. Ihm wurde ein Teil des beschlagnahmten Besitzes des bei Evesham gefallenen Gilbert de Elsfield und von Robert fitz Neil zugesprochen. Diese Besitzungen verwendete Merton zur Erweiterung seiner Stiftung. Er erwarb dazu für die Studenten Wohnraum in Bull Hall in Oxford. Nach 1265 konnte er für seine Gründung die Kirche St John the Baptist und weiteren Grundbesitz in Oxford erwerben, den er den Studenten zur Verfügung stellte. Dazu kam das Gut von Holywell bei Oxford, wodurch Merton College umfangreichen Grundbesitz im Norden und Nordosten der Stadt erwarb. 1270 erließ er für sein College neue Regeln und bestimmte, dass kranke Mitglieder des Stiftes im von ihm gegründeten St John’s Hospital in Basingstoke leben durften. In Oxford erhielt der Warden des Colleges ein Haus in der St John’s Street, und vor 1274 wurde das Stift selbst gänzlich nach Oxford verlegt. Für die Stiftung wurde eine große Halle gebaut, während die nun in St John and St Mary umgewidmete Kirche so umgebaut wurde, dass sie sowohl als Kapelle des College wie auch als Pfarrkirche dienen konnte. Merton stiftete dazu die Einkünfte von sechs weiteren Kirchen sowie von sieben weiteren Gütern dem College. Dazu konnte er Earl Edmund of Lancaster überzeugen, seiner Gründung das Rektorat von Embleton in Northumberland zu stiften.

Die Kapelle von Merton College in Oxford

## Erneuter Dienst als Kanzler, Bischof von Rochester und Tod
Nach dem Sieg der königlichen Partei 1265 erhielt Merton nicht wieder das Amt des Kanzlers, doch er stand weiterhin hoch in der Gunst des Königs. Nach dem Tod von Heinrich III. 1272 übernahm er aber erneut das Amt des Kanzlers und die Führung des Großsiegels, bis der Thronfolger Eduard 1274 von seinem Kreuzzug nach England zurückkehrte. Im Juli 1274 wurde Merton schließlich zum Bischof der Diözese Rochester gewählt. Wegen der relativ geringen Einkünfte der Diözese behielt er aber nach seiner Weihe am 21. Oktober 1274 zahlreiche seiner bisherigen Pfründen. Im August 1274 hatte er noch einmal neue Regeln für Merton College erlassen, und im Frühjahr und Sommer 1277 besuchte er ein letztes Mal Oxford und Durham. Vermutlich auf der Rückreise von Durham stürzte er bei der Durchquerung einer Furt vom Pferd und verletzte sich schwer. Er starb wenig später, vermutlich in Saleby in Lincolnshire. Er wurde im nördlichen Querhaus der Kathedrale von Rochester beigesetzt. Während der Reformation wurde sein Grab zerstört, doch 1598 auf Initiative von Sir Henry Savile erneuert. 1852 wurde es restauriert. 1598 war seinem Grab ein Kelch entnommen worden, der sich in Oxford befindet.